# 熱帶風暴畫眉
热带风暴画眉是2001年太平洋台风季期间形成的最后一场风暴，于12月26日在南海北纬1.4°至1.5°海域发展形成，是有紀錄開始，除了強烈氣旋風暴阿耆尼外，第二靠近赤道生成的熱帶氣旋。系统迅速增强并沿马来半島最东南端登陆，然后迅速减弱，于12月28日在苏门答腊上空消散，其残留最终在北印度洋重新组织。
画眉的正式分类为热带风暴，但各气象机构对其强度并未达成一致，部分机构认为气旋最大持续风速为每小时140公里，并且有风眼存在，因此属于台风。风暴在马来半島东部引发洪灾和山体滑坡，造成5人丧生，经济损失约360万美元（2001年美元，相当于2025年的619萬美元）。“画眉”之后成为日本气象厅自21世纪开始为太平洋台风命名以来除名的第一个风暴名称，用「琵琶」代替。

## 气象历史
12月19日，婆罗洲西北海岸沿线存在一片下层环流，与此同时，有少量冷空气逐渐南下，经过南海进入远东上空的高压脊东南边缘。旋涡气流向西南方向飘流，到12月21日时已进入开放水域。与环流发生相互影响后，系统中的北向气流激增，同时又有部分气流越过赤道。南向气流转向东进，之后又转向北上，并与北向气流结合，将旋涡包裹起来，促使下层环流在赤道以北近海迅速发展。到了12月25日，新加坡以东约370公里海域已有疏散的对流区持续存在，这片海域的风切变较少，系统还关联有下层环流。系统继续缓慢向西移动，对流也进一步组织和深化。协调世界时12月26日中午12点，新加坡以东约230公里、赤道以北156公里洋面的这片扰动天气发展成热带低气压。这也是有纪录以来首次在距赤道如此之近的位置有热带气旋形成。
低气压进一步强化，于12月27日凌晨0点经日本气象厅正式升级成热带风暴，不过联合台风警报中心早在6小时前就已非正式地将系统归类为热带风暴。此后不久，气旋的卫星图像上开始出现直径约39公里的風眼，还伴随有向南延伸、逐渐远离赤道的雨带。这天早上6点，日本气象厅首次将位于新加坡东北方向约65公里海域的气旋归类为热带风暴画眉，该机构还估计风暴也在几乎同一时间达到最大持续风速每小时85公里的最高强度。但是，美国海军的一艘船只在画眉风眼范围内测得的最大持续风速达到每小时140公里，联合台风警报中心为此将气旋升级成台风。此外，另一艘海军船只在风暴南部风眼墙范围测得的阵风时速高达195公里。风暴规模小巧而紧凑，中心向外的烈风风场只有约45公里宽。12月27日上午8点30分左右，画眉在新加坡东北方向约60公里处的马来西亚柔佛州登陆。马来西亚气象局起初将气旋归类为热带风暴，但之后又经重新评估调整成台风。
热带风暴画眉从马来半岛最南端穿过，并在这一过程中迅速减弱，日本气象厅于12月27日晚在气旋进入马六甲海峡前将之降级成热带低气压。联合台风警报中心一度认为画眉这时仍处于热带风暴的最低标准，但随着系统中心再度逼近陆地，该机构也将风暴降级成热带低气压。12月28日清晨，气旋沿苏门答腊东北海岸上岸，日本气象厅于这天早上6点宣布系统已经消散。但陆地上空的环流附近仍然有对流持续存在，估计是因上层分流引起。12月29日，有天气系统到达孟加拉湾东南部。当时气象机构认为这是另一个独立的系统，但在台风季过后进行重新评估时，联合台风警报中心认为这一系统仍属画眉的延续，因为卫星图像表明画眉的环流在经过苏门答腊后并没有完全消散。系统重新发展，联合台风警报中心于12月30日晚将位于苏门答腊最西北端的西南偏西方向约390公里海域的气旋归类为热带风暴，当时还因为将之当作独立的系统而编号为第05号热带气旋。画眉迅速发展出良好的外流和组织结构，但到了12月31日，风暴因风切变增多而急剧减弱，其中心到这天下午已经从深层对流中暴露出来，气旋因此迅速消散。

## 防灾措施和影响

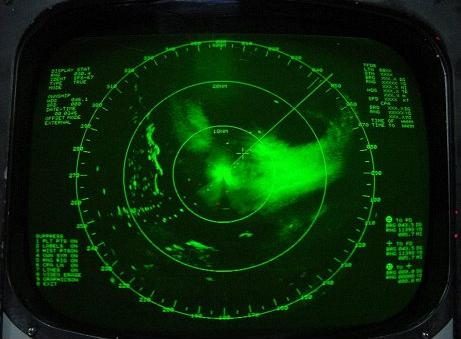
热带风暴画眉的雷达图像，由卡尔文森号航空母舰记录

风暴登陆4天前，马来西亚气象局向可能受到影响的地区发布风暴公告，然后又发布了暴雨、狂风和大浪警报。但还是只有少数居民得知这场罕见风暴的逼近。
马来西亚近海有两艘美国海军船艦因遭遇画眉风眼墙的狂风吹袭而受损。气旋上岸期间产生的风暴潮令马来西亚东南部部分地区受到影响。马六甲、森美兰、雪兰莪和柔佛州部分地区出现狂风暴雨，士乃的降雨量超过200毫米。此外，受画眉影响产生的季风湿气给马来西亚半岛许多地区带去中到大雨。气旋途经之处出现山洪爆发和泥石流，迫使柔佛州和彭亨州的超过1万3195人疏散到69处避难所。降水在埔来山引起山体滑坡，摧毁了4座房屋，夺走5人的生命。画眉与当地之前的降雨共同影响，引起河流泛滥。洪灾造成的破坏估计价值为1370万马来西亚令吉（相当于2001年的360万美元和2025年的619萬美元），其中约40%是哥打丁宜县一间农场的庄稼受损。该国的交通、教育和卫生保健设施也受到中等程度破坏。马来西亚政府向每个受灾家庭提供最高5000马来西亚令吉（相当于2001年的1300美元和2025年的2.24千美元）的粮食、衣物援助和修理费用。
在新加坡，新加坡國家環境局在風暴來襲期間一直都未有為畫眉進行風暴預報，只在天氣預告中把畫眉定義為「季候風」，因此未有為新加坡帶來傳媒的轟動，幾乎大多數在新加坡的人對風暴來襲並不知情。結果，风暴為新加坡造成罕有的連續性暴雨，对新加坡樟宜机场的航班起降构成不利影响。气旋经过期间还刮倒了许多树木。
2004年，日本气象厅将“画眉”这一名称除名，这也是该机构从2000年起为太平洋台风命名以来，最早形成的除名风暴，用来取代的新名称是「琵琶」。截至2021年，画眉仍然是在没有达到台风强度标准的前提下仍被日本气象厅除名的八个名称之一，另外七个分别是2003年的熱帶風暴欣欣，2006年的强烈热带风暴碧利斯，2011年的强烈热带风暴天鹰，2013年的强烈热带风暴清松，2017年的热带风暴啟德，2018年的热带风暴溫比亞，2020年的热带风暴蓮花

## 纪录

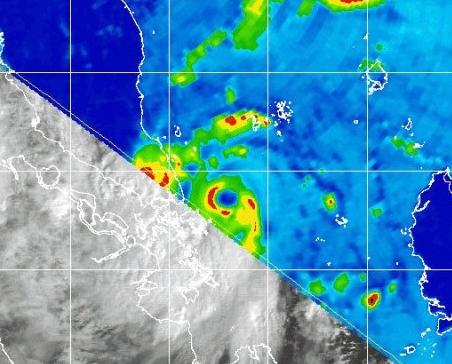
热带风暴画眉登陆前不久的卫星图像，由热带降雨观测卫星拍摄。

画眉形成并达到热带气旋强度的位置在北纬1.4°至1.5°海域，距赤道仅有156公里。这打破了1956年台风莎拉保持的2.2°纪录。由于赤道附近缺乏科里奥利力，因此科研人员曾认为这场风暴根本不可能形成。但美国海军研究院进行的研究表明，平均每400年就有可能出现这样一场近赤道风暴。
每年冬季，婆罗洲西北海岸沿线都会因当地地形和季风的相互影响产生气流旋涡，画眉就是由这样一个旋涡发展形成。通常情况下，这类旋涡只会停留在海岸线附近，气象机构对共计51个冬季进行分析后发现，只有6个冬季出现过这种旋涡在赤道水域上空停留超过4天的情况。南海在婆罗洲和新加坡之间仅有665公里宽，旋涡要得到发展，其移动速度必须非常缓慢。并且其强化还需要持续超过5天的北向风力，但以现时情况而计，这片海域平均每个冬天也只有9天存在持续性的北向气流。另外，已经存在的热带扰动在这片区域发展成热带气旋的可能性只有10%到30%。因此，类似画眉这种热带风暴的形成要每100至400年才有可能出现一次。